# Centrals i Infraestructures per a la Mobilitat i les Activitats Logístiques
Centrals i Infraestructures per a la Mobilitat i les Activitats Logístiques, SAU (CIMALSA) és l’empresa pública de la Generalitat de Catalunya encarregada de la promoció, el desenvolupament i la gestió d’infraestructures i centrals per al transport de mercaderies, la logística i la mobilitat, tant de mercaderies com de persones.
El seu actual director general és Isaac Albert i Agut, des de febrer de 2023

## Centres
CIMALSA desenvolupa i gestiona Centrals Integrals de Mercaderies (CIM), plataformes logístiques amb possible connexió ferroviària (LOGIS)

### Operatius
- CIM Vallès
- CIM Lleida
- CIM la Selva
- CIM el Camp
- LOGIS Bages
- LOGIS Empordà

### En construcció
- CIM el Camp (sector est)
- CIM Penedès
- LOGIS Montblanc